# زیردریایی تیکونا (اس۳۴)
زیردریایی تیکونا (اس۳۴) (به انگلیسی: Brazilian submarine Tikuna (S34)) یک زیردریایی است. این زیردریایی در سال ۲۰۰۶ ساخته شد.